# Monica Barbaro
Monica Maria Barbaro (San Francisco, California, 17 de junio de 1990) es una actriz estadounidense. Es conocida por sus papeles como Yael en la segunda temporada de Unreal, Cora Vasquez en The Good Cop, la Teniente Natasha "Phoenix" Trace en Top Gun: Maverick y Joan Báez en A Complete Unknown, papel por el cual obtuvo una nominación al Óscar a la mejor actriz de reparto. Actualmente interpreta a Emma Brunner en la serie Fubar, de Netflix.

## Biografía
Barbaro nació el 17 de junio de 1990 en San Francisco. Creció en Mill Valley, California, donde se graduó de la Tamalpais High School en 2007. Sus padres son Heidi Wagner, de raíces mexicanas, alemanas y nicaragüenses.  y Nicholas Barbaro, quien tiene ascendencia italiana. Se divorciaron cuando ella era una niña.
Barbaro comenzó a bailar a una edad temprana, lo que la llevó a estudiar ballet, completando un título de baile en el instituto Tisch School of the Arts mientras tomaba clases optativas de actuación. Finalmente se decidió a seguir con la actuación en lugar de la danza. Luego de graduarse, regresó a California, donde pivotó en la actuación y estudió en la Beverly Hills Playhouse.
Ganó atención inicialmente por su rol protagónico en el sketch viral It’s Not About the Nail.

## Carrera
La primera aparición en televisión de Barbaro fue caracterizando al personaje de Yael en la serie de televisión de Lifetime Unreal. Yael también era conocida como "Rachel Ardiente", una némesis del personaje representado por Shiri Appleby. Siguiendo su trabajo en Unreal, Barbaro se unió como protagonista al elenco del drama legal de NBC Chicago Justice, una entrada en la franquicia de Chicago de Dick Wolf. En Chicago Justice, Barbaro caracteriza a Anna Valdez, una joven educada, astuta, ingeniosa y de lengua veloz que trabaja como asistente del fiscal del Estado. En 2018, Barbaro también actuó como Cora Vasquez, una detective de homicidios en The Good Cop, junto con Josh Groban y Tony Danza. Entre 2018 y 2019, interpretó el rol recurrente de Lisa Apple, novia de Martin en la sitcom de ABC Splitting Up Together.
En 2022 interpretó el papel de la piloto Natasha "Phoenix" Trace en la película Top Gun: Maverick, junto a Tom Cruise, Jennifer Connelly, Miles Teller y Glen Powell. Desde 2023 coprotagoniza la comedia de acción de Netflix Fubar en el papel de Emma Brunner, junto a Arnold Schwarzenegger.

## Filmografía

### Cine
| Año  | Título                     | Rol                     | Notas  |
| ---- | -------------------------- | ----------------------- | ------ |
| 2015 | America Is Still the Place | Peggy                   |        |
| 2022 | Top Gun: Maverick          | Natasha "Phoenix" Trace | [ 15 ] |
| 2023 | At Midnight                | Sophie Wilder           |        |
| 2024 | A Complete Unknown         | Joan Baez               |        |

### Televisión
| Año       | Título                                   | Rol             | Notas                                           |
| --------- | ---------------------------------------- | --------------- | ----------------------------------------------- |
| 2015      | Stitchers                                | Brenda Miller   | Episodio: "The Root of All Evil"                |
| 2016      | Hawaii Five-0                            | Ella Koha       | Episodio: "Ke Koa Lokomaika'i"                  |
| 2016      | Cooper Barrett's Guide to Surviving Life | Chica atractiva | Episodio "How to Survive Working with Friends"  |
| 2016      | Unreal                                   | Yael            | Personaje principal (temporada 2), 10 episodios |
| 2016      | Notorious                                | Chloe Edwards   | Episodio: "Tell Me a Secret"                    |
| 2016–2017 | Chicago P.D.                             | Anna Valdez     | 4 episodios                                     |
| 2017      | Chicago Justice                          | Anna Valdez     | Personaje principal                             |
| 2017      | Lethal Weapon                            | Nora Cooper     | Episodio: "Flight Risk"                         |
| 2018      | The Good Cop                             | Cora Vasquez    | Personaje principal                             |
| 2018–2019 | Splitting Up Together                    | Lisa Apple      | Personaje recurrente                            |
| 2019      | Stumptown                                | Liz Melero      | 4 episodios                                     |
| 2023-¿?   | Fubar                                    | Emma Brunner    | Personaje principal                             |

### Videojuegos
| Año  | Título    | Rol   | Notas  |
| ---- | --------- | ----- | ------ |
| 2022 | Forspoken | Auden | [ 16 ] |